# آدم بيد
آدم بيد (بالإنجليزية: Adam Bede)‏ هي الرواية الأولى للكاتبة الإنكليزية جورج إليوت، نشرت في عام 1859 عندما كانت بعمر الثامنة والثلاثين. ورغم أن جورج إليوت (واسمها الحقيقي ماري آن إيفانز)، كان مفكرة ومؤلفة معروفة ومحترمة بالفعل، فقد فضلت عدم الكشف عن هويتها. تمت الإشادة بالرواية على الفور لواقعيتها ووصفها للحياة الريفية. يذكر الباحث أندرو ساندرز أن الملكة فيكتوريا نفسها أعجبت بها وأمرت برسم لوحتين تصوران مشاهد معينة في الرواية.
تصور الرواية الحياة في هايسلوب، وهو مجتمع ريفي خيالي متماسك في عمق إنجلترا في عام 1799، وكذلك في المحافظة المجاورة، ستونيشاير القاحلة والتي تحتوي على عدة مناجم. تدور الرواية حول مربع حب أطرافه هيتي سوريل الجميلة والتي خرجت من مرحلة الطفولة ووقعت في سحر الكابتن آرثر دونب ثورن وكذلك آدم بيد، وهو خاطبها التعيس وشخصية العنوان، وداينا موريس، ابنة عم الواعظ، التي تتمتع بجمال وحماس يقابل فضيلتها.
تظهر على الخلفية قصص الإغواء وقتل الرضع، وهو ما جعل الشخصيات الفاضلة بطبيعتها، آدم بيد وداينا موريس، يتحدان بعد أن قاسوا عديد المحن التي تميزت بالعاطفة والعنف والأنانية. وتمثل هاتان الشخصيتان شكلا بطوليا، كل بطريقته الخاصة، على أساس القيم الأخلاقية وعادات المعيشة الصالحة في المناطق الريفية. وفقا لساندرز، فهي تعيد تشكيل أسطورة الريف العزيز في أعمال والتر سكوت. في الواقع، فإن الرواية تحتفي بإنجلترا المفقودة «العتيقة والمحترمة»، التي حلت محلها «الالتباسات والتناقضات في الحاضر الصناعي والحضري».
لم يتوقف الكتاب عن النشر منذ صدوره، وأصدرت طبعات جديدة على الدوام؛ علاوة على ذلك، فقد كان ثابتا في المناهج الدراسية في المدارس الثانوية والجامعات في المملكة المتحدة وعدد من الدول الناطقة بالانكليزية وغيرها.